# 星之卡比 新星同盟
《星之卡比 新星同盟》是由HAL研究所开发，任天堂发行的平台动作游戏，在2018年3月16日于任天堂Switch平台发行。本作也是星之卡比系列第一次在官方層面上能支援繁體和簡體中文的作品。

## 特殊玩法
在本作中玩家控制的卡比發出愛心邀請，讓原本是敌人的角色成为自己的伙伴，甚至能利用這些敵人的能力和自己構成“組合技”。
在switch的遊玩操作方式上，可通过分享Joy-Con可以操控其他伙伴，保證了一台Switch能最大支持4人同时游戏的效率。之前的星之卡比系列只能固定操控卡比本身，也只能使用一種變身方式；但本作可以把敵人變為自己的隊友，除了星之卡比系列一贯的复制敵人的功能之外，还能讓直接把敵人招募進自己的團隊，敵人在成為隊友之後，他的技能也可以和自己的技能相無限融合，玩家可以利用這點自行開創新招式，例如劍士形態可以和火焰形態、水泡形態、冰塊形態、電球形態結合，創造出炎殺大劍、泉水之刃、冰蟬太刀、雷神寶劍等新技能，錘子形態、飛鏢形態等物理攻擊手段的形態也能和這些水火電冰的元素形態結合。

## 开发
本作于E3 2017的任天堂直面会公布，並預計於2018年發行。後續香港任天堂宣布本作將提供繁體與简体中文，并译作《星之卡比 新星同盟》。2018年1月11日，任天堂于任天堂迷你直面会上宣布本作将于2018年3月16日发售。

## 反响
截止至2018年3月底，本作在發行不到一個月內於全球销售約126万份。截至一年後的2019年3月底，本作於全球銷售約256萬份。根據2021年的CESA遊戲白書，本作截至2020年12月底共售出了342萬份。